# Samuel Gottlieb Heine

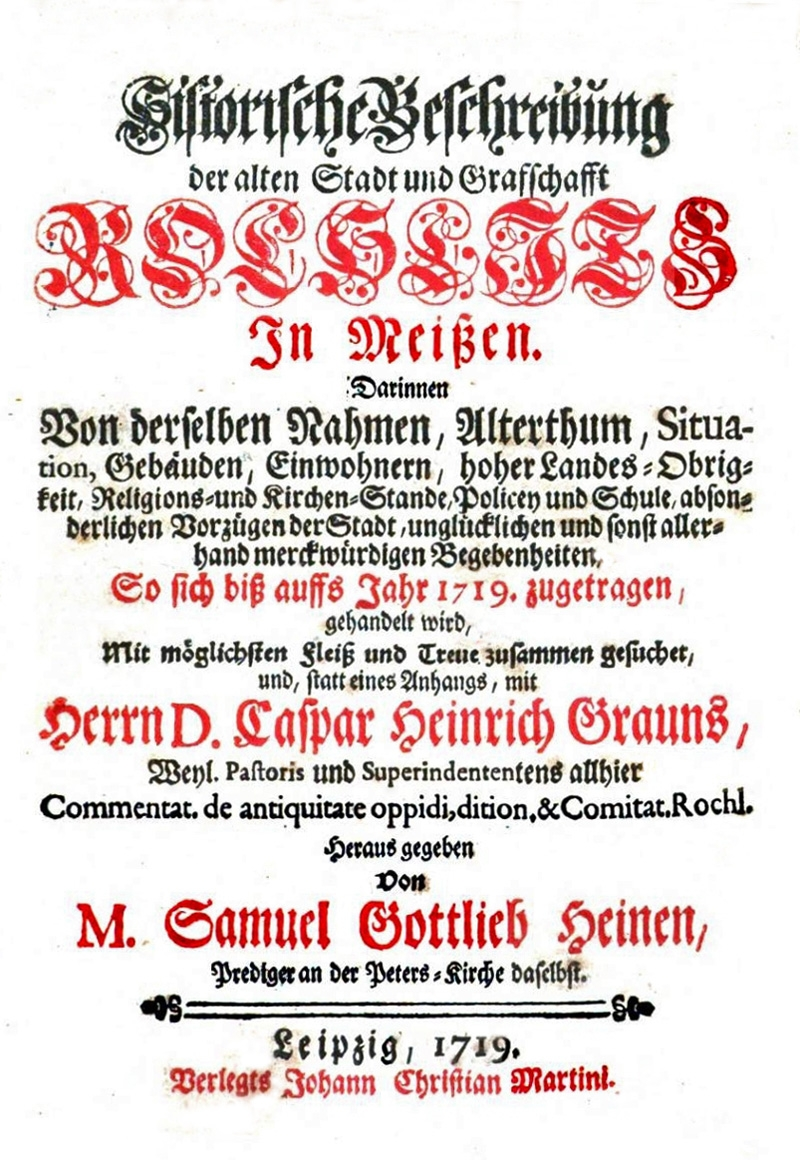
Titelblatt der Heineschen Chronik von Rochlitz

Samuel Gottlieb Heine (* 25. August 1683 in Hohenwarsleben; † 24. Februar 1746 in Döbeln) war ein deutscher evangelischer Pfarrer und Chronist.

## Leben
Samuel Gottlieb Heine entstammte einer Pfarrersfamilie. Sein Vater war Pfarrer in Hohenwarsleben und Altenhausen. Er starb 1714. Heines Mutter Gertrud starb bereits 1686.
Nach dem Schulbesuch in Magdeburg war Heine Gymnasiast in Görlitz. Allerdings wurde er nach eigenen Angaben auch mit 14 Jahren an der Universität in Wittenberg immatrikuliert. Anschließend studierte er auch in Leipzig. Dort erwarb er am 6. Dezember 1709 die Magisterwürde. Anschließend arbeitete er als häuslicher Kinderlehrer beim Amtmann zu Borna.
1710 wird Heine im Sächsischen Pfarrerbuch als Pfarrer in Nauwalde erwähnt. Noch im selben Jahr wechselte er nach Rochlitz, wo er zunächst als Amtsgehilfe des Superintendenten Graun angestellt war. Von 1712 bis 1735 war er als Diakon an der St. Petrikirche in Rochlitz tätig und von 1735 bis 1746 als Pfarrer in St. Nikolai in Döbeln.
Heine heiratete 1710 und war Vater von drei Kindern.
1719 veröffentlichte er seine rund 400-seitige Chronik von Rochlitz: „Historische Beschreibung der alten Stadt und Grafschafft Rochlitz in Meissen“, die die Grundlage der Rochlitzer Geschichtsschreibung bildet.
An der Nordwand des Chores der St.-Petri-Kirche hängt sein Bild als barockes Gemälde.

## Schriften
- Diss[ertatio] acad[emica] de magne aestimandis Academiis.,  Leipzig 1704 (Digitalisat)
- Historische Beschreibung der alten Stadt und Grafschafft Rochlitz In Meißen : Darinnen Von derselben Nahmen, Alterthum, Situation, Gebäuden, Einwohnern, hoher Landes-Obrigkeit, Religions- und Kirchen-Stande, Policey und Schule, absonderlichen Vorzüge, Leipzig Martini 1719, (Digitalisat)
- Singularia Providentiæ Divinæ, Oder Sonderbahre Merckmahle Göttlicher Vorsorge, Vor der Menschen Leben und Wohlfarth. , 1719
- Nichtiges Alterthum der römischen Kirche, Leipzig 1735 (Digitalisat)